# Castro Neto
José Dias de Castro Neto, ou apenas Castro Neto, ((Teresina, 23 de abril de 1974) é um engenheiro e político brasileiro filiado ao Partido Social Democrático.

## Deputado federal
No governo Moraes Souza Filho foi secretário de Infraestrutura. Em 2022 foi eleito pelo Partido Social Democrático, deputado federal á uma cadeira na 57° legislatura (2023-2027) com 127.753 votos.